# 印洲
印洲（英語：Yan Chau）是香港的一個島嶼，地區行政上屬於北區。它位於印洲塘對開海面，吉澳以東，屬於印洲塘海岸公園。遠望像圖章而得名。地形上有兩個崗丘，一大一小，中間有一個隙谷，山崗雖然不高，但是坡陡如壁，生長着灌木和芒草。